# Супсі
Су́псі (ест. Supsi küla) — село в Естонії, у волості Пиг'я-Сакала повіту Вільяндімаа.

## Населення
Чисельність населення на 31 грудня 2011 року становила 86 осіб.

## Історія
З 19 грудня 1991 до 21 жовтня 2017 року село входило до складу волості Кипу.